# فاسيك سفوبودا
فاسيك سفوبودا (بالتشيكية: Vašek Svoboda)‏ هو لاعب كرة قدم تشيكي في مركز الهجوم، ولد في 12 يناير 1990 في منيلنيك في جمهورية التشيك. لعب مع نادي فيندام.

## وصلات خارجية
- فاسيك سفوبودا على موقع Soccerway.com (الإنجليزية)